# Parasnath

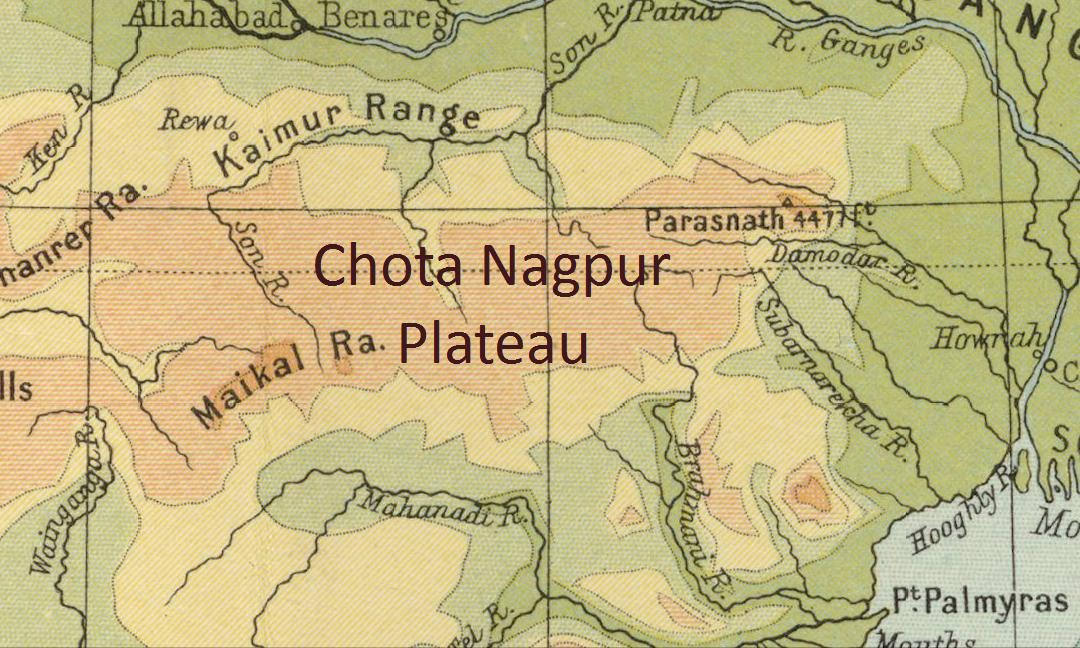
Karte des Chota-Nagpur-Plateaus

Der Parasnath (Hindi पारसनाथ oder auch Sammed Shikhar) ist mit ca. 1365 m der höchste Berg im Giridih-Distrkt im indischen Bundesstaat Jharkhand und ein bedeutender Pilgerort der Religionsgemeinschaft des Jainismus.

## Lage
Der Berg liegt im Osten des Hazaribag-Plateaus, einem Teil des Chota Nagpur Plateaus. Benannt ist er nach Parshvanata, dem 23. Thirtankara der Jainas, der hier der Legende nach das Nirwana erreichte. Auf dem Berggipfel stehen 24 Tempel, die die 24 Thirthankaras der Jainas symbolisieren. Sie können vom Pilgerort Madhuban aus nach einem ca. 11 km langen Fußmarsch erreicht werden.

## Konflikt
Der Berg ist sowohl den Adivasis (ca. 26 % der Bevölkerung Jharkhands) als auch den Jains (ca. 3 % der Bevölkerung Jharkhands) heilig. Im Jahr 2019 entbrannte ein Konflikt zwischen beiden Bevölkerungsgruppen: Die Jains wollen eine Begrenzung der Touristenzahl auf dem Parasnath Hill, oder zumindest die Einhaltung von Benimmregeln erreichen, während die Adivasi dem Tourismus insgesamt offener gegenüberstehen.